# Classe Type 1936
La classe Type 1936 est une classe de six destroyers de la Kriegsmarine construite entre 1936 et 1939 au chantier naval de Brême Deutsche Schiff- und Maschinenbau AG. 
Les classes de destroyers allemands (en allemand Flottentorpedoboot) ont été généralement connus par l'année de leur conception.

## Conception
C'est une série améliorée issue de la classe Type 1934A. Les problèmes de structure ont été résolus ainsi que la motorisation.

## Service
Deux destroyers ont été perdus lors de la 1re bataille de Narvik le 10 avril 1940, les Z21 et 22. Trois autres destroyers ont été perdus lors de la 2e bataille de Narvik le 13 avril 1940, les Z17, 18 et 19.
Le dernier Z20 a survécu à la guerre et a été transféré à l'Union soviétique sous le nom de Prochnyi et a servi dans la flotte de la Baltique jusqu'en 1956.

## Les unités
| Nom                     | Chantier naval                             | Quille            | Lancement         | Service           | Fin de carrière                            |
| ----------------------- | ------------------------------------------ | ----------------- | ----------------- | ----------------- | ------------------------------------------ |
| Z 17 Diether von Roeder | Deutsche Schiff- und Maschinenbau AG-Brême | 9 septembre 1936  | 19 août 1937      | 29 août 1938      | coulé le 13 avril 1940                     |
| Z 18 Hans Lüdemann      | AG Weser (DeSchiMAG)-Brême                 | 9 septembre 1936  | 1er décembre 1937 | 8 octobre 1938    | sabordé le 13 avril 1940                   |
| Z 19 Hermann Künne      | AG Weser (DeSchiMAG)-Brême                 | 5 octobre 1936    | 22 décembre 1937  | 12 janvier 1939   | échoué le 13 avril 1940                    |
| Z 20 Karl Galster       | AG Weser (DeSchiMAG)-Brême                 | 17 septembre 1937 | 15 juin 1938      | 21 mars 1939      | Transfert à l'Union soviétique (1946-1956) |
| Z 21 Wilhelm Heidkamp   | AG Weser (DeSchiMAG)-Brême                 | 15 décembre 1937  | 20 août 1938      | 10 juin 1939      | coulé le 10 avril 1940                     |
| Z 22 Anton Schmitt      | AG Weser (DeSchiMAG)-Brême                 | 3 janvier 1938    | 20 septembre 1938 | 24 septembre 1939 | coulé le 10 avril 1940                     |